# Тсятски (нулк)
Тся́тски (эст. Tsätski nulk), на письме ранее также Раннаколк и Ранна колк (эст. Rannakolk, Ranna kolk) — один из 12 нулков Сетумаа.

## География
Расположен частично на территории волости Сетомаа уезда Вырумаа, Эстония, частично на территории Кулейской волости Печорского района России  (в 1918—1940 годах — на территории Печорского уезда Первой Эстонской Республики.

## История
Деревни нулков первым переписал Якоб Хурт в 1903 году; при этом он отмечал, что границы нулка в народе могут быть обозначены по-разному, так как официально они не закреплены. Деревни в окрестностях посёлка Вярска (центр бывшей волости Ярвесуу (эст. Järvesuu vald)) составляли т. н. Раннаколк.

## Населённые пункты
К нулку Тсятски относятся деревни от посёлка Вярска до реки Пимжа:
- посёлок Вярска (русское название — Верхоустье[3]) и официальные эстонские деревни Велна (эст. Velna, Невелино́), Верхулитса (эст. Verhulitsa, Верху́лицы), Вяйке-Рысна (эст. Väike-Rõsna, Ма́лое Тро́стно), Колосова (эст. Kolossova, Колосова, Колосовка), Корела (эст. Korela, Большо́е Са́вино), Косткова (эст. Kostkova, Костко́во), Кремессова (эст. Kremessova, Загу́бочье), Лутепя (эст. Lutepää, Лу́тобиж), Мяэсовица (эст. Määsovitsa, Мя́зовище), Подмоца (эст. Podmotsa, Подмогилицы), Поповица (эст. Popovitsa, Попо́вичи), Ряэптсова (эст. Rääptsova) (Большо́е Ря́бцово), Сесники (эст. Sesniki, Шешниково), Ырсава (эст. Õrsava küla, Ржа́ва);
- бывшие эстонские деревни Саарыпяэ (эст. Saarõpää, Воронко́во — с 1977 года часть деревни Велна) и Сяпиня (эст. Säpinä, Щапи́хино — с 1977 года часть деревни Корела);
- российские деревни Вы́ласте (эст. Võõlastõ), Злы́полье (эст. Lõpolja), Кулиско (часть деревни под названием Вяйко-Куулиска, эст. Väiko-Kuuliska), Пы́рсте (эст. Põrstõ), Я́мище (эст. Jaamistõ), Я́стребье (эст. Jaastrova), Ячме́нево (эст. Jatsmani);
- бывшие российские деревни Круппской волости Ма́лое Забу́довижье (эст. Pullukinna, часть деревни Пырсте) и Середня (эст. Serednä, Kesksaare).

Согласно записям Якоба Хурта, деревня Ырсава относилась к нулку Полода.

## Число жителей

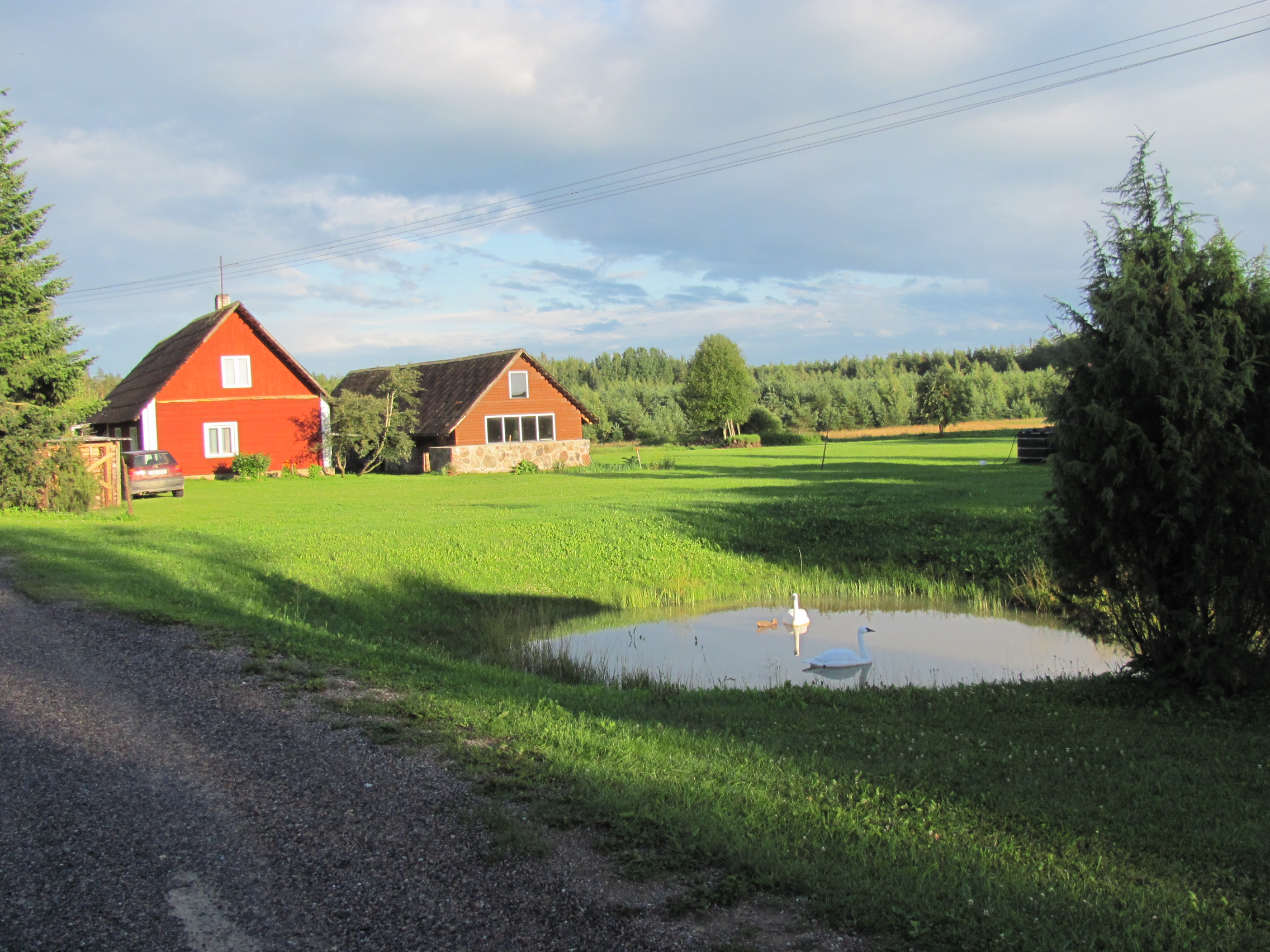
Деревня Лутепяэ

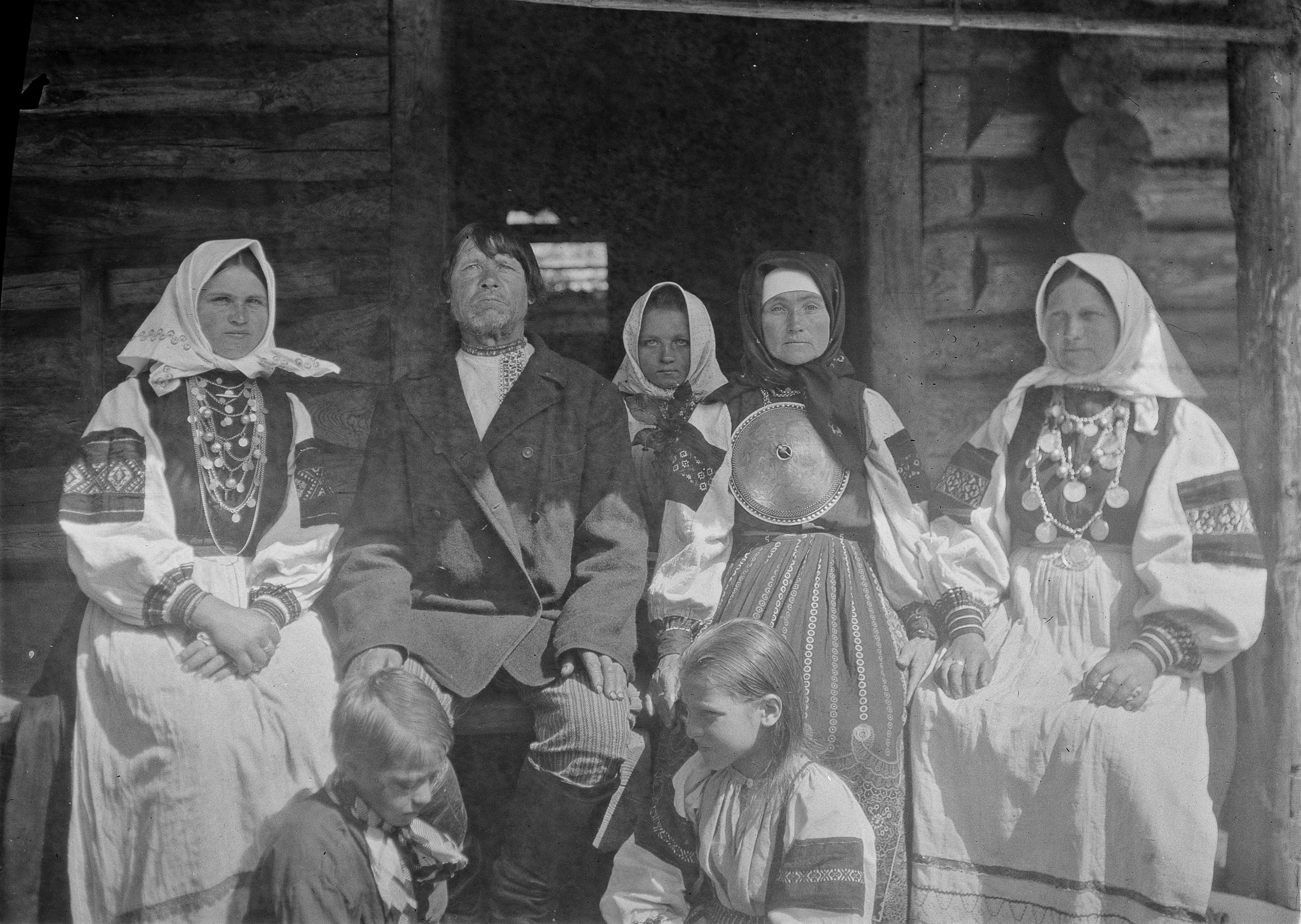
Семья кантелиста Юрия Лукина.
Деревня Малое Тростно (Вяйке-Рысна), 1912 год

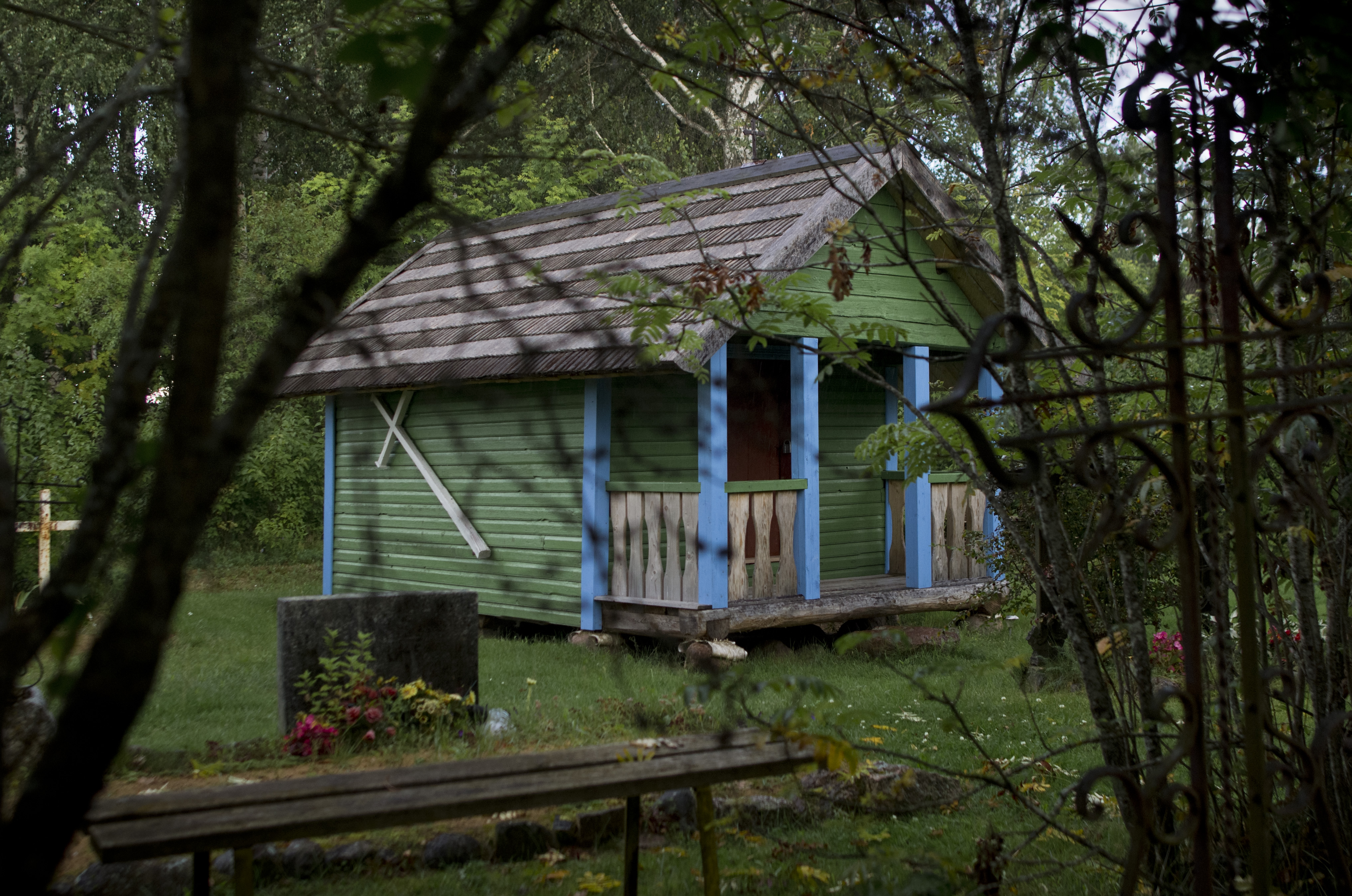
Часовня сету в деревне Подмоца

Число жителей эстонских деревень нулка Тсятски (по данным переписи населения 2000 года, переписи населения 2011 года и по данным волостной управы Сетомаа по состоянию на 7 сентября 2021 года):
| Деревня     | 31.03.2000 | 31.12.2011 | 07.09.2021 |
| ----------- | ---------- | ---------- | ---------- |
| Вярска      | 580        | 443        | 395        |
| Велна       | 36         | 19         | 24         |
| Верхулитса  | 31         | 18         | 18         |
| Вяйке-Рысна | 110        | 101        | 89         |
| Колосова    | 8          | 6          | 11         |
| Корела      | 9          | 9          | 3          |
| Косткова    | 23         | 13         | 11         |
| Кремессова  | 19         | 9          | 9          |
| Лутепя      | 10         | 6          | 13         |
| Мяэсовица   | 15         | 13         | 9          |
| Подмоца     | 55         | 21         | 14         |
| Поповица    | 8          | 4          | 20         |
| Ряэптсова   | 5          | 0          | 2          |
| Сесники     | 27         | 18         | 15         |
| Ырсава      | 9          | 5          | 8          |
| ВСЕГО       | 945        | 685        | 641        |

Число жителей российских деревень нулка Тсятски:
| Деревня  | 2001 год | 2010 год |
| -------- | -------- | -------- |
| Выласте  | 1        | 0        |
| Злыполье | 5        | 2        |
| Кулиско  | 65       | 38       |
| Пырсте   | 4        | 11       |
| Ямище    | 4        | 3        |
| Ястребье | 19       | 5        |
| Ячменево | 15       | 17       |
| ВСЕГО    | 113      | 76       |

## Происхождение топонима
Происхождение топонима неясно. Языковед Тартуского университета Мари Пихо (Mari Piho) считает, что, возможно, оно связано со словом «чудь».